# スイート号
スイート号（スイートごう）は東京都と宮城県仙台市を結ぶ、かつて東北急行バスが運行していた夜行高速バスである。
なお、本項では現在も運行中の格安便ニュースター号・ホリデースター号、および運行を終了したネオスイート号（旧・政宗号）・エススター号についても記載する。

## 概要
「スイート号」の愛称が付いたのは2004年と最近だが、路線自体は1962年開業で50年以上の歴史がある。開業当時は全区間一般道経由で運行され、乗務員は途中乗り継ぎで乗務していた。現在では全便ワンマン運行で、東京、仙台の両営業所の乗務員が担当している。
本来は夜行バスであるが、北千住（現在は停車しない）～仙台ではクローズドドア制を採っていない。そのため、早朝に停車する福島駅東口からも乗車できる（2009年1月31日出発便までは白石、大河原、岩沼からも利用できた。それよりも古くには郡山での乗降もできた。）。これは、国鉄（当時）の始発列車より早いバスを運行することによる、「早朝バス」を兼ねていたためである。
1989年、高速バス開設ブームの中、昼行便（東京～仙台間直行）の運行を開始。一時期は夜行・昼行あわせて1日6往復運行されていたが、近年の格安ツアーバスの進出による競争力の低下が否めなくなってきたことなどにより、「スイート号」は縮小が続き、2010年9月1日より金・土・日曜日の限定運行となっている。
一方、前述の格安ツアーバスへの対抗策としては、同区間の低価格路線バスとして2006年12月15日より「ニュースター号」の運行を開始した。車両はかつて政宗号に運用していたのと同様のトイレ付き4列シート車を使用している。
2009年1月17日からは、同一料金 で3列シート車による「ホリデースター号」（昼行便）を金・土・日・祝日限定で運行を開始（運行開始当時は期間限定→2010年9月現在も運行継続中、なお現在祝日の運行は中止されている）した。また、2010年9月2日より3列シート車で「エススター号」を木・土曜日（2011年8月1日より土曜日のみに変更）の上り便（仙台→東京）限定で運行を開始した（「エススター号」は2014年5月10日の運行をもって廃止）。
2017年7月14日の路線改編により、「スイート号」を直行化して「ホリデースター号」に統合。これにより「ニュースター号」と「ホリデースター号」の二本立てによる運行となった、また、東京駅八重洲通り - 福島駅東口の区間利用については東京 - 山形線「レインボー号」がカバーする形となった。
2022年4月1日より、「ニュースター号」の東京駅の発着場所がJR高速バスターミナル（発：東京駅八重洲南口 / 着：東京駅日本橋口）に変更された（「ホリデースター号」は従来通り） 。
なお、「ニュースター号」の商標については現在、競合他社である大阪バスが登録しているが（登録商標第5453935号）、当社のニュースター号の方が商標登録（2011年）より早い2006年より運行を開始していることもあり、名称の使用については事実上黙認されている。なお、2020年8月から2024年3月まで大阪バスと同系列の東京バスが横浜駅・東京（王子駅） - 仙台駅間に『仙台特急ニュースター号』を運行しており、類似区間かつ名称で異なる運行会社の路線が競合していた。

## 運行経路

### 現行
「ニュースター号」・「ホリデースター号」

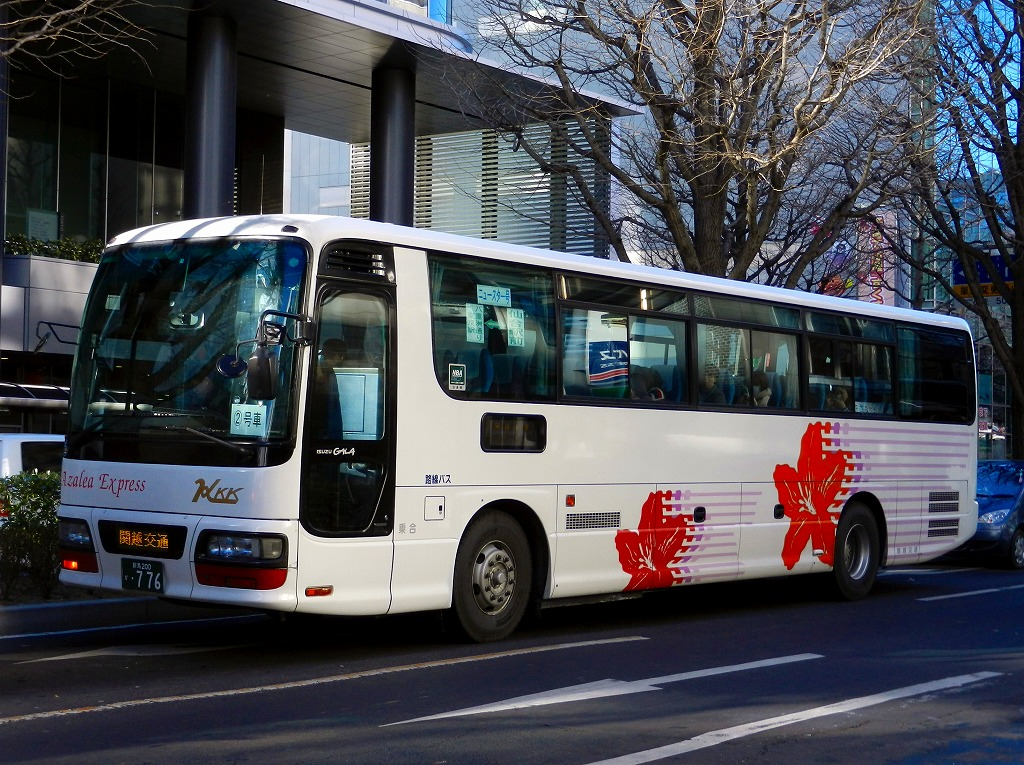
関越交通が運行する「ニュースター号」続行便

東京テレポート（※1）← （ニュースター号）東京駅八重洲南口（乗車）、東京駅日本橋口（降車） / （ホリデースター号）東京駅八重洲通り（乗車・降車とも） - （宝町入口/呉服橋出口） - 東京スカイツリー北（※2） - （首都高速道路） - （東北自動車道） - （仙台宮城IC） - 仙台駅前 - 仙台営業所
※「ニュースター号」は毎日運行、「ホリデースター号」は金・土・日曜日のみ運行。
（※1）東京テレポートは、夜行便上り1本（ホリデースター号）のみ停車。
（※2）東京スカイツリー北は、昼行便上り1本（ニュースター2号）のみ停車。
※昼行便は、以前は羽生PA、那須高原SA、国見SAの3箇所で休憩していた（稀に那須高原SAの隣の阿武隈PAで休憩する場合もある）。現在は、安積PAと羽生PAの2箇所で休憩するケースが多い（各10×3回→各15分×2回）。
※夜行便はスイート号同様に羽生PA、安積PA又は安達太良SAで休憩する。それ以外のPA・SAにも停車するが、乗務員休憩のための停車で、乗客は車外に出ることはできない。ただしトイレ無し続行便の場合は、那須高原SAでも開放休憩となる。
※繁忙期における「ニュースター号」「ホリデースター号」の続行便は、日によっては同じグループの関越交通・国際十王交通による運行となっている場合がある。

### 過去の運行経路
「スイート号」福島停車便
東京テレポート（お台場前）（※）←東京駅八重洲通り - （宝町入口/呉服橋出口） - （首都高速道路） - （東北自動車道） - （福島西IC） - 福島駅東口 - （福島飯坂IC） - （東北自動車道） - （仙台宮城IC） - 仙台駅前 - 仙台営業所
※金・土・日曜日のみ運行。
※東京テレポート（お台場前）は上り東京行のみ停車。
※羽生PA、安積PAまたは安達太良SAで休憩する。那須高原SAにも停車するが、乗務員休憩のための停車で、乗客は車外に出ることはできない。
「スイート号」各停便
東京テレポート（お台場前） - 浜松町バスターミナル - 東京駅八重洲通り - 上野駅前 - 浅草駅前 - 北千住駅 - 新越谷駅前 - （岩槻IC） - （東北自動車道） - （福島西IC） - 福島駅東口 - JR長町駅東口 - 仙台駅前 - 仙台営業所
※2010年2月20日出発便をもって運行休止。
「ネオスイート号」
新宿駅新南口 - 池袋駅（※仙台発のみ） - 王子駅前（※仙台発のみ） -  （王子北ランプ） - （首都高速道路） - （東北自動車道） - （仙台南IC） - JR長町駅東口 - 仙台駅東口 - 仙台営業所
※2008年6月30日出発便をもって運行休止。
「エススター号」
仙台営業所 → 仙台駅前 → （仙台宮城IC） → （東北自動車道） → （首都高速道路） → （宝町入口/呉服橋出口） → 東京駅八重洲通り
※木・土曜日（2011年8月1日より土曜日のみに変更）の上り便（仙台→東京）限定で運行していた（3列シート車両使用）が、2014年5月10日の運行をもって廃止。

## 運行回数および使用車両
2022年4月1日時点
- 「ニュースター号」：1日4往復（昼行便3往復・夜行便1往復）、3列シート車両（トイレ付）使用。
- 「ホリデースター号」：1日2往復（金・土・日曜日のみ運行、昼行便1往復・夜行便1往復）、4列シート車両（トイレ付）使用。

## 歴史
- 1962年（昭和37年）
  - 8月1日 - 運行開始（仙台側の終点は仙南交通仙台バスセンター）。
  - 11月20日 - 白石・大河原停留所を新設。
- 1989年（平成元年）4月28日 - 直行の昼行便（1日1往復）を新設[1]。
- 2004年（平成16年）
  - 3月5日 - 「スイート号」という愛称がつく。直行便が昼行2往復・夜行2往復に増便（各停便と合わせ1日5往復）、直行便の車両が独立3列シート車両になる（増発便は除く）。
  - 12月10日 - 昼行便を1往復増便、計1日6往復となる、全便独立3列シート車両になる（増発便は除く）。
- 2005年（平成17年）10月14日 - 夜行便（直行便）のうち1往復が東京営業所（東雲車庫）発着、新木場駅前・北千住駅経由となる。下り各停便の時刻を20分繰り下げ。
- 2006年（平成18年）
  - 2月1日 - 北千住駅経由便（上下とも）の時刻を繰り上げ。
  - 3月10日 -　直行便が仙台宮城IC経由となり、所要時間を短縮（それまでは仙台南IC - 国道286号 - 愛宕大橋を経由していた）。
  - 9月1日 - 昼行便を1往復減便、1日2往復となる（計1日5往復）。
  - 12月15日 - 「ニュースター号」（格安便）、夜行便（1日1往復）で運行開始。これに伴い、「スイート号」夜行便（直行便）を1往復減便（計1日4往復）。直行便にかわり、各停便が東京営業所（東雲車庫）発着、新木場駅前・北千住駅経由となる。
- 2007年（平成19年）
  - 5月19日 - 「ニュースター号」昼行便（1日1往復）運行開始。これに伴い、「スイート号」昼行便を1往復減便、1日1往復となる（計1日3往復）。
  - 7月20日 - 「スイート号」に学割運賃（片道100km以上。2割引）を設定。
- 2008年（平成20年）
  - 1月15日 - 「スイート号」昼行便の運行を廃止。夜行便のみの運行となる。
  - 4月1日 - 「スイート号」各停便の経路を変更。東京方が東京営業所（東雲車庫）発着・新木場駅前経由から東京テレポート（お台場前）発着に変更、仙台方がJR長町駅東口経由となり、長町（地下鉄長町一丁目駅前）バス停を廃止。新宿 - 仙台線「政宗号」のJRバス東北との共同運行を解消し、東北急行バス担当便を「ネオスイート号」として運行開始。
  - 6月30日 - 「ネオスイート号」、同日運行便をもって休止。
  - 7月1日 - 「スイート号」、運賃改定し値下げを行うと共に、往復割引・回数券を廃止。また、同年8月10日までの限定で、「ニュースター号昼行便一周年記念キャンペーン」として、「ニュースター号」昼行便の大人片道運賃を3,000円に値下げ（のち2009年4月19日まで延長→同年12月20日まで→2010年5月31日まで再延長→同年6月1日以降も継続）。
- 2009年（平成21年）
  - 1月17日 - 同年5月31日まで（のち同年12月20日まで延長→2010年5月30日まで再延長→同年6月4日以降も継続）の金・土・日・祝日に限り、「ホリデースター号」（3列独立シート車、大人片道3,900円）を東京テレポート（お台場前） - 東京駅八重洲通り - 仙台間で運行開始。
  - 2月1日 - 「スイート号」（各停便）の草加（東武バスセントラル・草加駅入口バス停近く）、岩槻駅前、白石駅前、大河原駅前、岩沼（岩沼市民バス・岩沼中央三丁目バス停）各バス停を廃止し、上り各停便を東京営業所（東雲車庫）着から東京テレポート（お台場前）着に変更。
- 2010年（平成22年）
  - 2月22日 - 「スイート号」を1日1往復（福島駅経由）に減便、各停便が停車していたバス停（上野駅前、浅草駅前、北千住駅、新越谷駅前、JR長町駅東口）への停車を廃止。
  - 9月1日 - 「スイート号」・｢ホリデースター号」をともに金・土・日曜日のみの運行に変更。「ホリデースター号」は上下便とも東京駅八重洲通り発着となる。
  - 9月2日 - ｢エススター号」を仙台発木・土曜日のみの運行で運行開始。
- 2011年（平成23年）8月1日 - 「ニュースター号」昼行便を1往復増便。この1往復は月曜日～木曜日は独立3列シート車で運行（金曜日～日曜日は4列シート車で運行）。「エススター号」の運行日を土曜日のみに変更。
- 2012年（平成24年）7月1日 - 「ニュースター号」昼行便の上り1本を東京スカイツリー北に停車。運賃改定（「ニュースター号」昼行便の金曜日～日曜日を片道3,500円に、「エススター号」を片道3,900円に）。
- 2013年（平成25年）4月8日 - 運賃改定。「ニュースター号」の金曜日～日曜日・祝日運行便を昼行便片道3,900円、夜行便片道4,200円に、「ホリデースター号」「エススター号」を片道4,200円にそれぞれ値上げ。
- 2014年（平成26年）5月15日 - 「エススター号」の運行を廃止（最終運行は5月10日）。運賃改定。
- 2015年（平成27年）
  - 3月1日 - 「ニュースター号」「ホリデースター号」の運賃を改定[9]、「ニュースター号」昼行便1往復（1号・4号）の独立3列シート車充当日を月曜日～金曜日に拡大。
  - 4月1日 - 「ニュースター号」夜行便の月曜日 - 木曜日出発便の車両を独立3列シート車に変更。
  - 5月11日 - 「ニュースター号」昼行便1往復（2号・3号）の月曜日～金曜日（繁忙期を除く）を独立3列シート車に変更。
- 2017年（平成29年）
  - 7月14日 - 「スイート号」の福島駅東口停車を廃止（最終運行は7月9日）、「ホリデースター号」に統合。「ニュースター号」は原則3列シート車、「ホリデースター号」は4列シート車での運行となる。
  - 10月1日 - 「ホリデースター号」昼行便を月曜日 - 木曜日に臨時便として設定、同年11月30日まで運行。
- 2018年（平成30年）
  - （時期不詳） - 一部車両に公衆無線LAN"TOBU FREE Wi-Fi"を導入。
  - 9月3日 - 「ニュースター号」昼行便を月曜日 - 木曜日に1往復増便、独立3列シート車で運行[10]。
- 2019年（令和元年）10月1日 - 「ホリデースター号」夜行便を「ニュースター号」月曜日 - 木曜日運行便と同時刻に振り替え（金・土・日は4列シート車で運行）[11]。
- 2020年（令和2年）
  - 3月6日 - 新型コロナウイルスの影響により、「ホリデースター号」がこの日の出発便より当面の間運休[12]。
  - 4月10日 - この日より同年5月31日出発便まで、「ニュースター号」昼行便・夜行便各1往復を運休[12]。
  - 6月1日 - この日より「ニュースター号」昼行便・夜行便各1往復の運行を再開[13]。
  - 6月2日 - この日より「ニュースター号」昼行便1往復の運行を再開[13]。
  - 8月17日 - この日より「ニュースター号」昼行便・夜行便各1往復が当面の間運休[14]。
- 2021年（令和3年）
  - 2月14日 - 前日（2月13日）夜に発生した福島県沖地震の影響により東北新幹線が不通になったため、この日より同年2月23日まで臨時便（1日最大10便）を運行[15]。
  - 3月5日 - 「ニュースター号」全便の運行を再開するとともに、期間限定の臨時便（昼行便1往復）の運行を開始（一部便は翌3月6日より）[16]。
- 2022年（令和4年）
  - 4月1日 - 「ニュースター号」の東京駅の発着場所がJR高速バスターミナル（発：東京駅八重洲南口 / 着：東京駅日本橋口）に変更（「ホリデースター号」は従来通り）。「ホリデースター号」に昼行便1往復を新設[6]。